# فرفیون دکاری
یوفوربیا دکاری(نام علمی: Euphorbia decaryi) نام یک گونه از سرده یوفوربیا است.